# Halový kostel

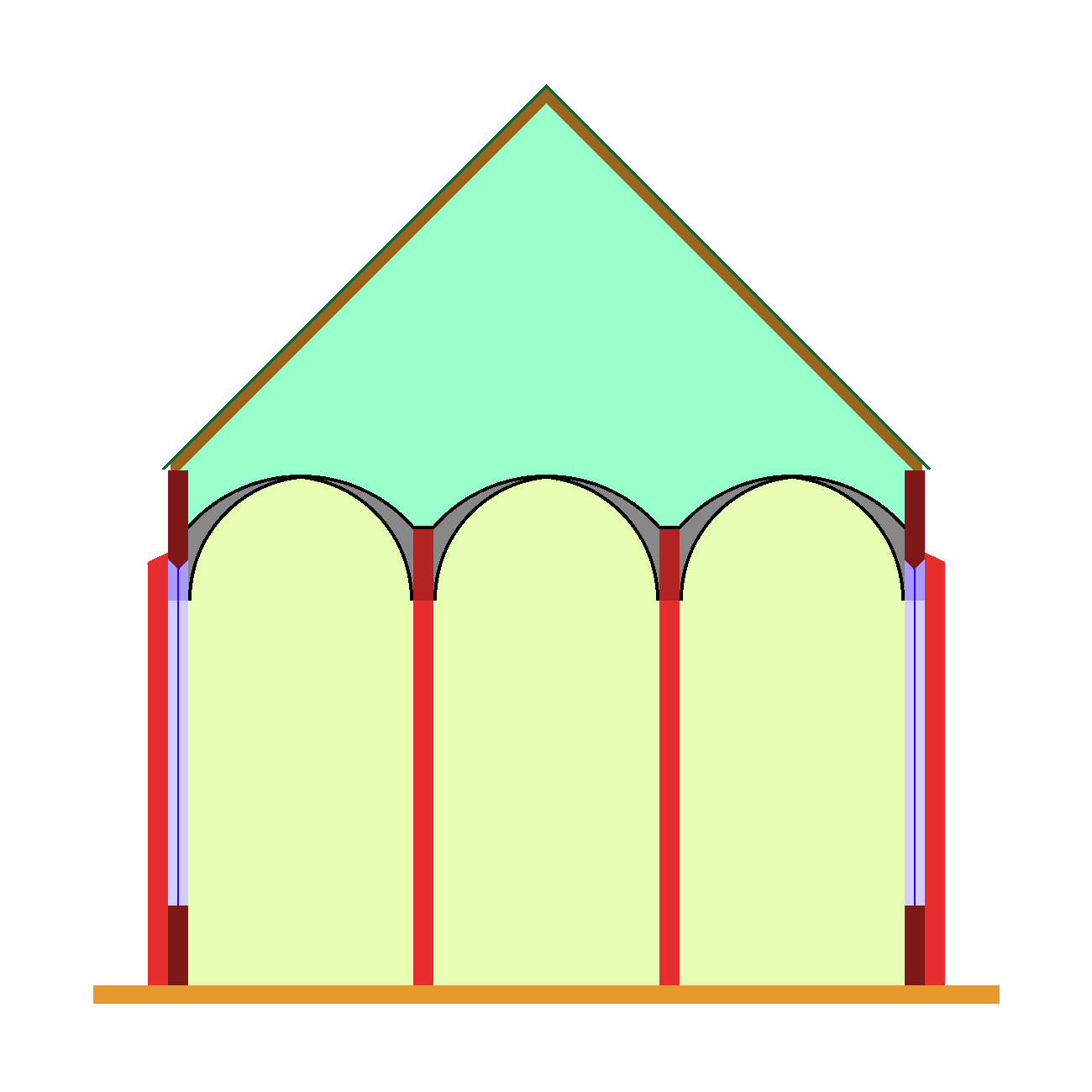
Halový kostel, prostor tvořený třemi stejně velkými chrámovými loděmi

Halový nebo také stejnolodní kostel je církevní stavba o dvou nebo více lodích stejné výšky. Na rozdíl od baziliky, která má střední loď výrazně vyšší a okna nad střechami bočních lodí, je halový kostel osvětlován jen okny v bočních lodích. Strop lodí může být rovný nebo častěji klenutý. Zvenčí se kostel vyznačuje velkou výškou bočních stěn s vysokými okny, nepřítomností opěrného systému a často mohutnou sedlovou střechou. V českých zemích se halové kostely stavěly v období vrcholné a pozdní gotiky, zejména jako městské farní kostely.

## Historie
Stejnolodní typ kostela vznikl patrně v jižní Francii (Provence) a ve Španělsku už koncem 1. tisíciletí. Do střední a severní Evropy pronikl výjimečně už v 11. století, baziliku ale začal nahrazovat až v pozdním středověku, ve 14. a 15. století. Převládl v té době také v Německu, v Holandsku a v Anglii.

## Známé halové kostely v Česku

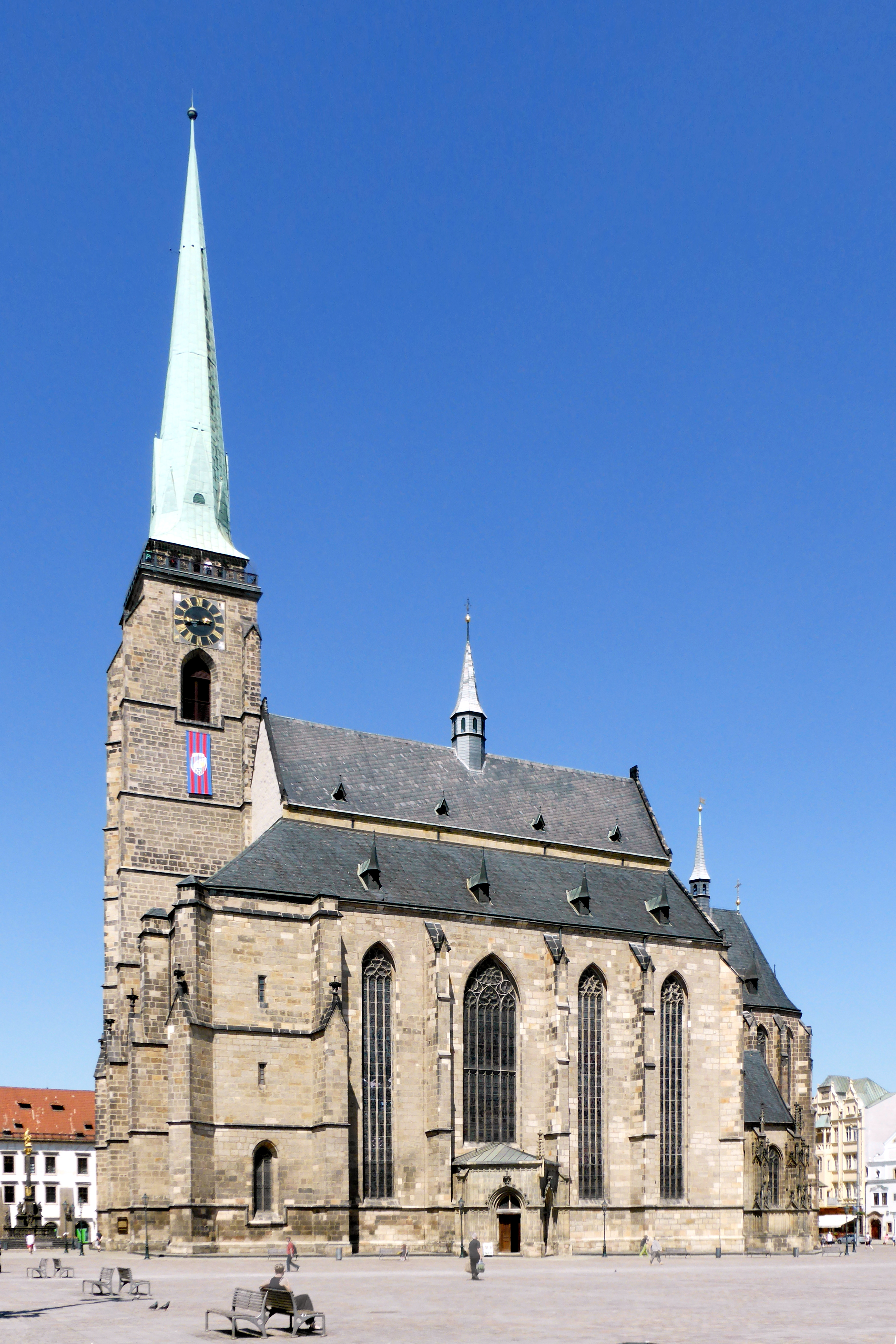
Katedrála sv. Bartoloměje v Plzni (14. stol.)

- Kostel svatého Jakuba Staršího (Boskovice)
- Kostel svatého Jakuba Staršího (Brno)
- Kostel svatého Víta (Český Krumlov)
- Kostel svatého Mikuláše a svaté Alžběty (Cheb)
- Kostel svatého Jana Křtitele a Panny Marie (Dvůr Králové)
- Kostel svatého Jakuba Staršího (Jihlava)
- Kostel Nanebevzetí Panny Marie (Kájov)
- Kostel svatého Mořice (Kroměříž)
- Kostel svatého Jakuba Staršího (Kutná Hora)
- Kostel svatého Petra a Pavla (Mělník)
- Kostel Nanebevzetí Panny Marie (Most)
- Katedrála svatého Václava v Olomouci
- Kostel svatého Mořice (Olomouc)
- Konkatedrála Nanebevzetí Panny Marie[1] v Opavě
- Katedrála svatého Bartoloměje v Plzni
- Kostel Panny Marie na Slovanech v Praze
- Kostel svatého Jakuba (Prachatice)
- Kostel Panny Marie na náměstí v Rožmberku nad Vltavou
- Kostel Proměnění Páně na hoře Tábor
- Kostel svaté Alžběty Uherské (Teplice)
- Kostel svatého Mikuláše (Znojmo)

## Galerie

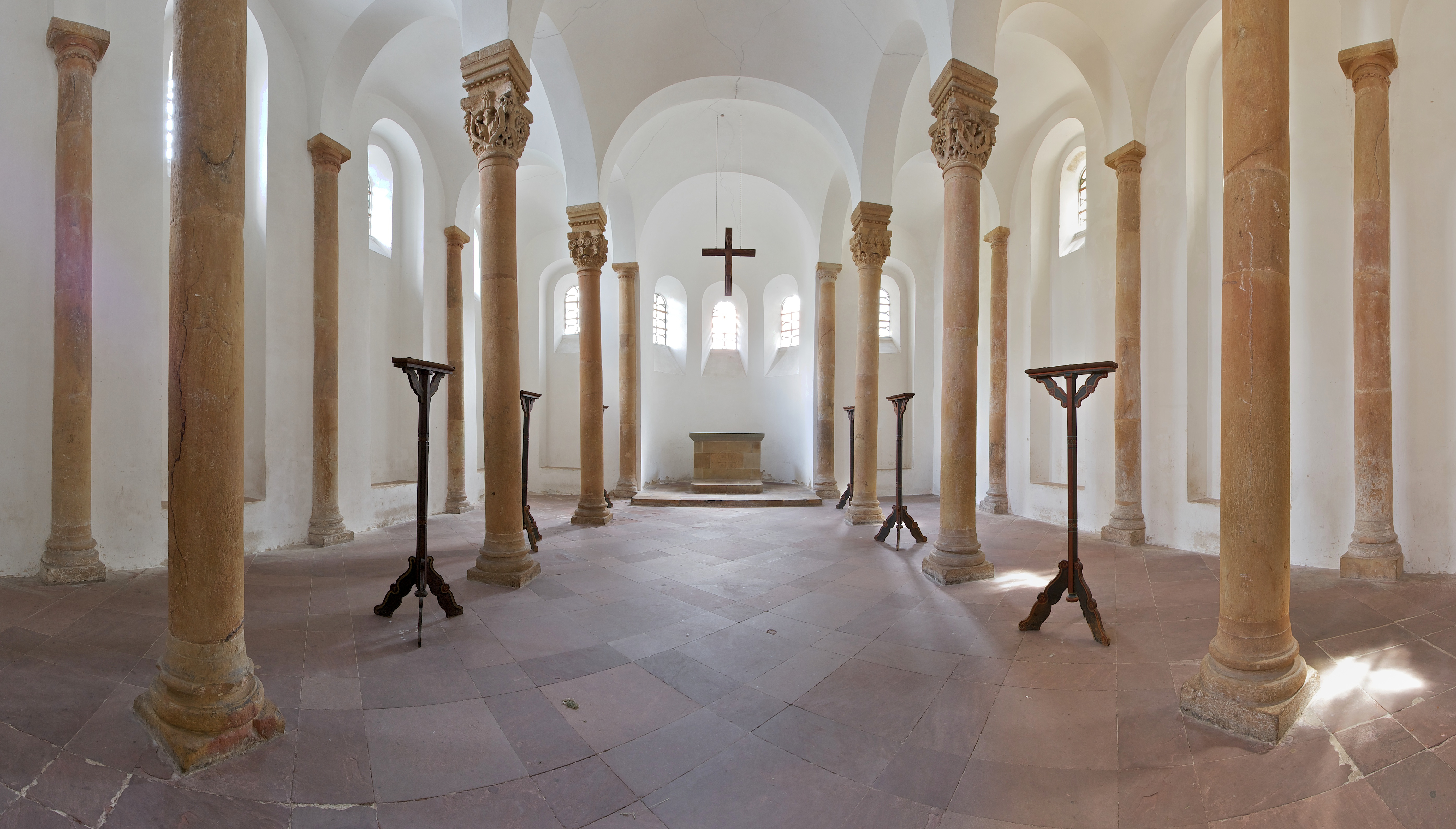
Kaple sv. Bartoloměje, Paderborn (1017)
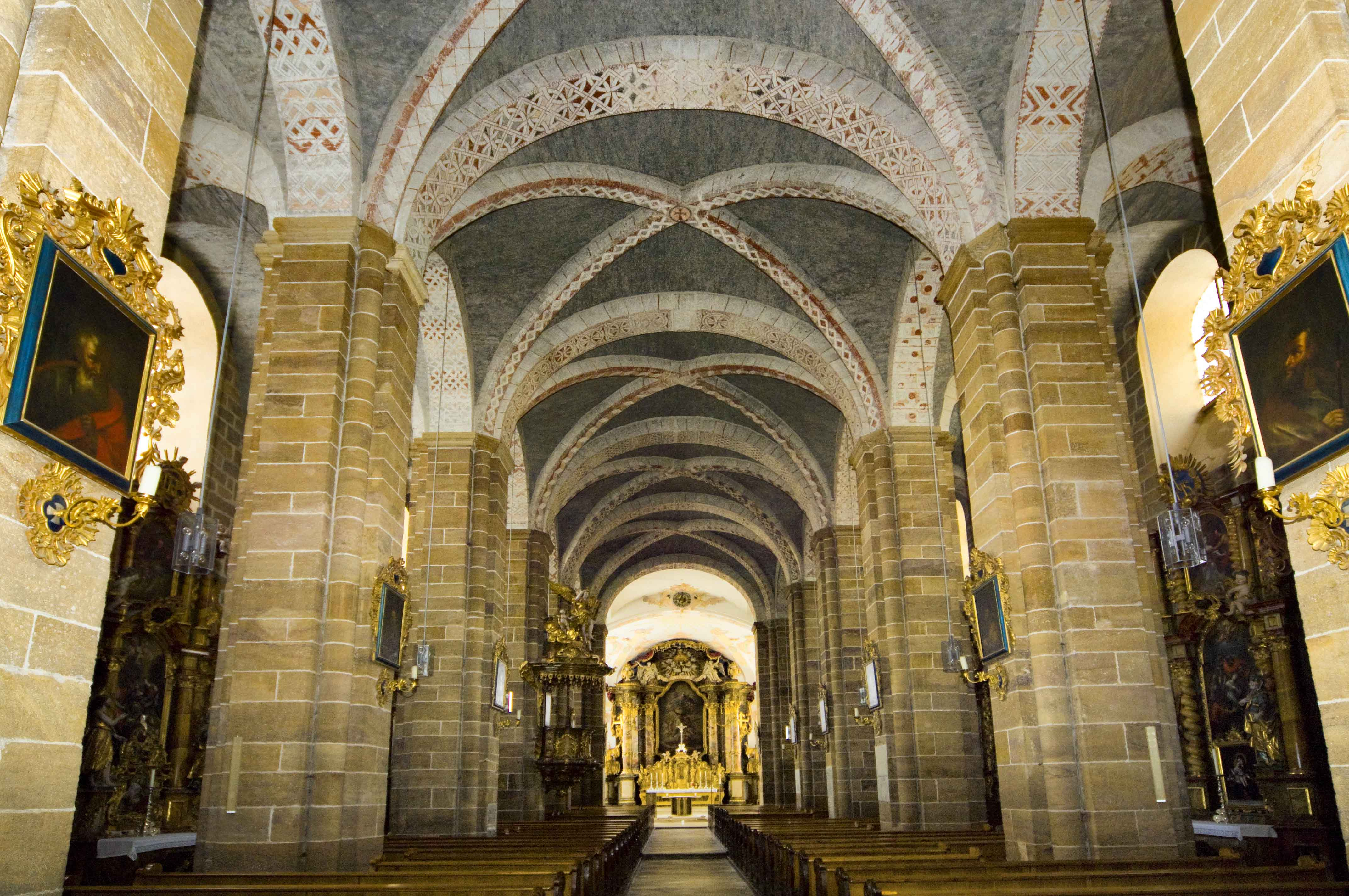
Klášterní kostel Walderbach (po roce 1140)
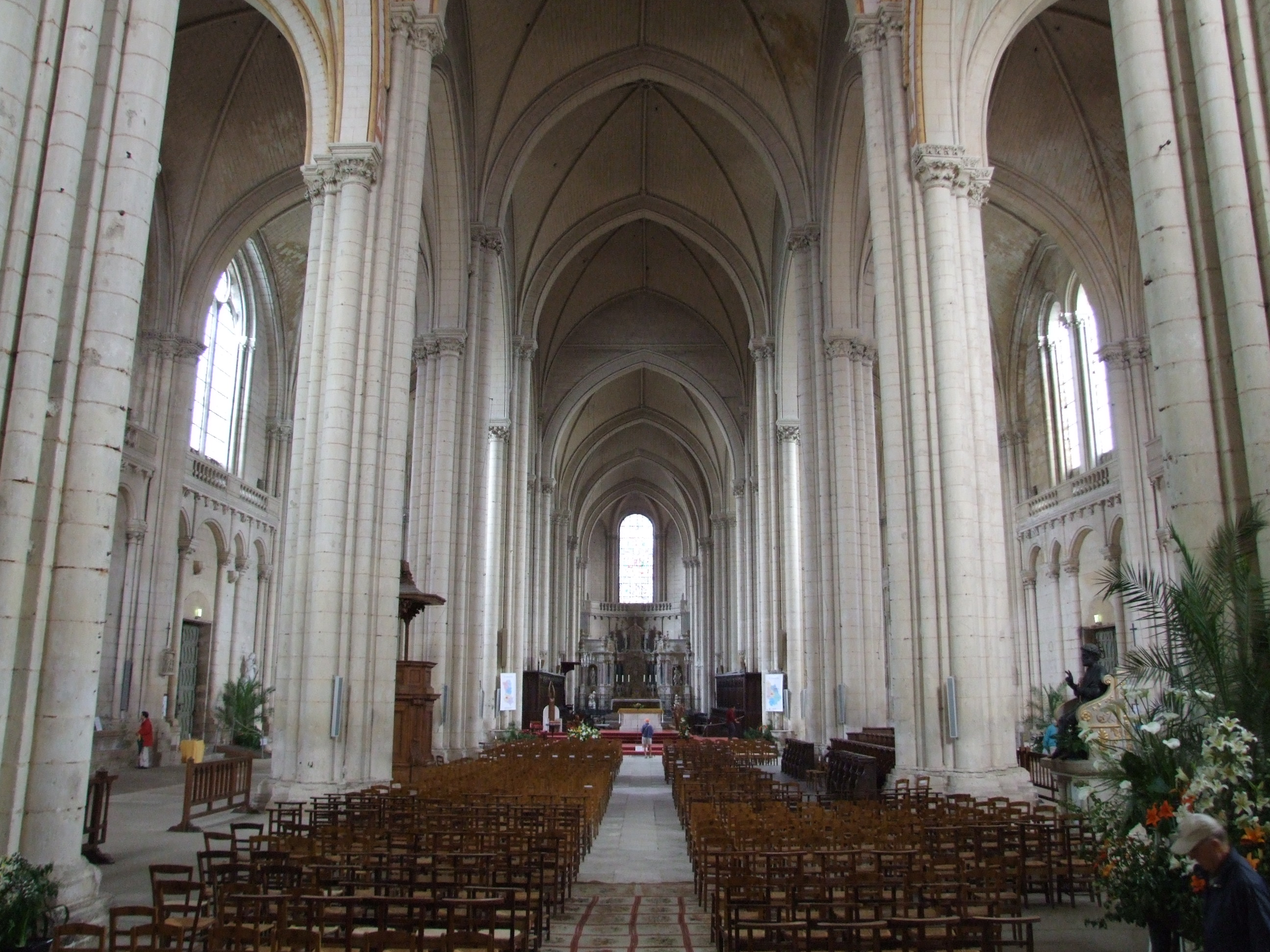
Katedrála sv. Petra, Poitiers (12. století)
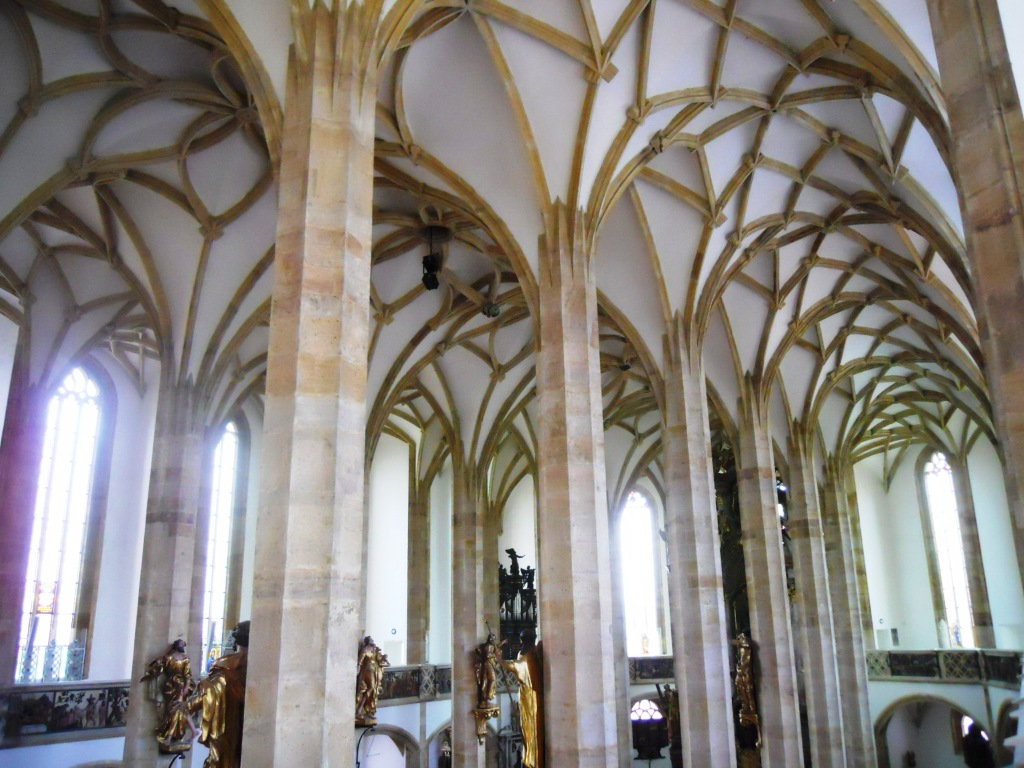
Kostel Nanebevzetí Panny Marie, Most (1517-1550)
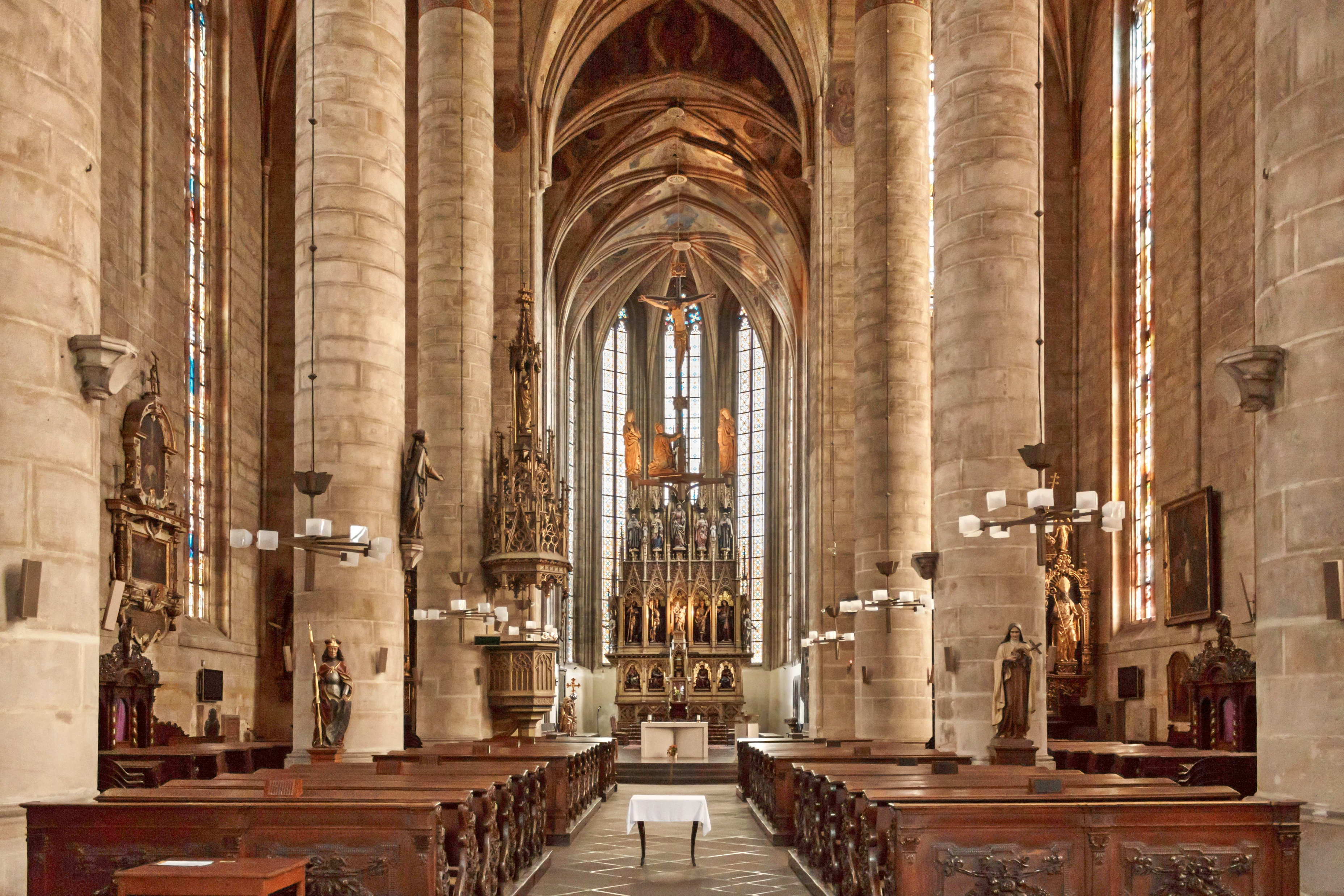
Katedrála sv. Bartoloměje, Plzeň (14. století)
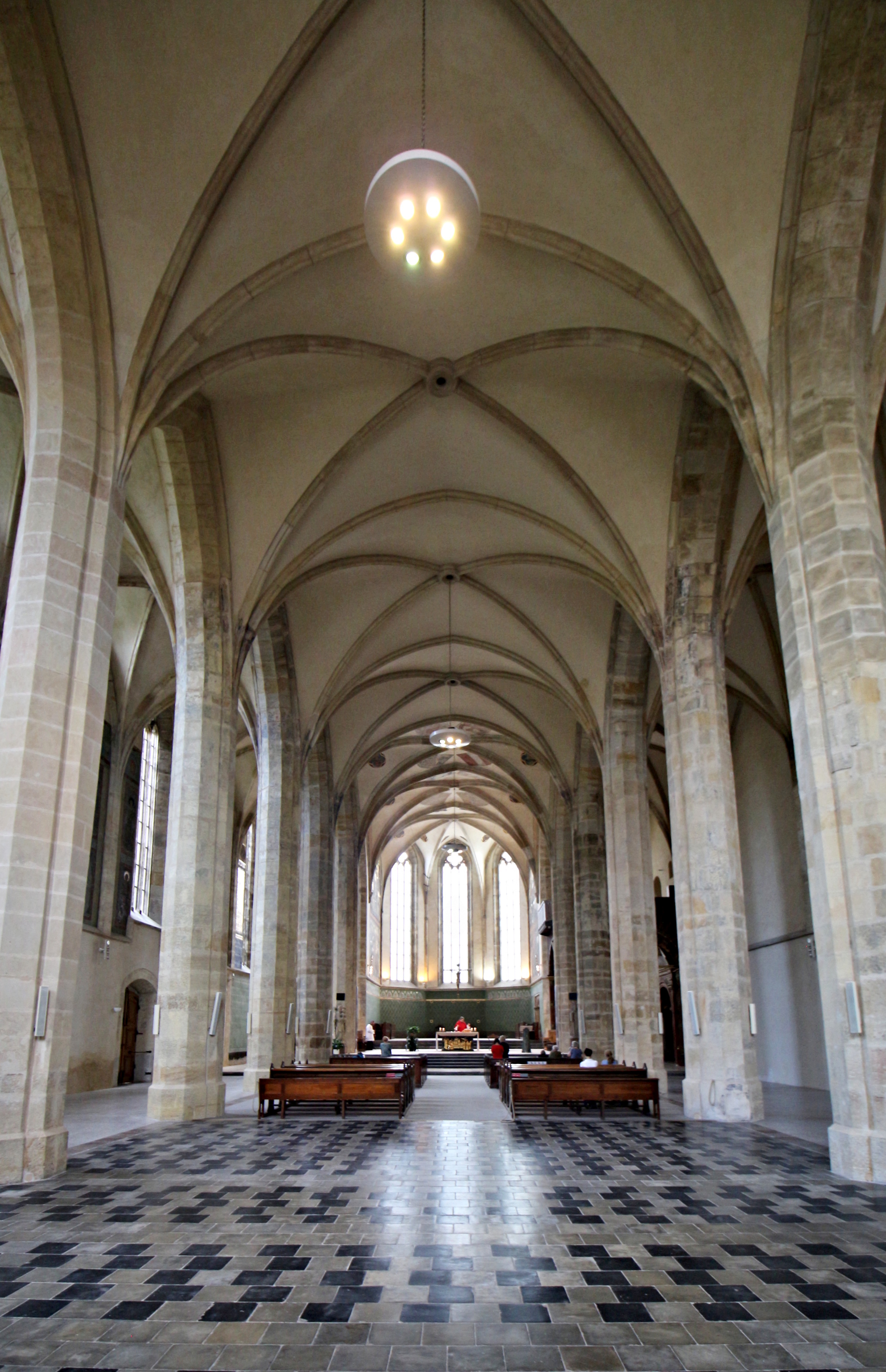
Kostel Panny Marie na Slovanech (14. století)